# Bošamarin
Bošamarin (wł. Bossamarino) – wieś w Słowenii, w gminie miejskiej Koper. 1 stycznia 2018 miejscowość liczyła 602 mieszkańców.